# Orphe
Orphe là một chi bướm ngày thuộc họ Bướm nâu.